# 蕭歆
蕭歆（？—？年），福建延平府南平縣人，锦衣卫軍籍。明朝政治人物。

## 生平
弘治十七年（1504年）甲子科順天府乡试舉人，正德九年（1514年）甲戌科二甲第十七名進士，授兵部主事，官至郎中。

## 家族
從祖萧敬是司礼监太监。兄萧韶，弘治十一年戊午科舉人，官至户部郎中。